# 이웃집 남자 (2010년 영화)
"이웃집 남자"는 2010년에 개봉한 대한민국의 영화이다.

## 캐스팅
- 윤제문 : 상수 역
- 서태화 : 민석 역
- 김인권 : 순대남 역
- 김성미 : 윤정 역
- 조수정 : 문영 역
- 최홍일 : 최선생 역
- 노현정 : 스카프 역
- 김화란 : 유마담 역
- 이승연 : 순대녀 역
- 장우진 : 향산 역
- 김희수 : 재민 역
- 이규현 : 촌로 역
- 강성해 : 이장 역
- 김정석 : 양부장 역
- 이해성 : 문실장 역
- 민경언 : 박사장 역
- 오창경 : 이과장 역
- 홍이주 : 미스김 역
- 오성수 : 승태 역
- 전성아 : 승태처 역
- 김선영 : 경호처 역
- 한가윤 : 돌싱녀 역
- 최임경 : 퇴짜녀1 역
- 노가영 : 퇴짜녀2 역
- 조찬형: 웨이터 역
- 장현범 : 대리운전 기사 역
- 안승호 : 카페 종업원 역
- 김은경 : 유혜정 역
- 박혁권 : 경호 역 (우정출연)
- 신철진 : 임전무 역 (우정출연)
- 문영동 : 남사장 역 (우정출연)
- 이정석 : 아나운서 역 (특별출연)
- 이미진 : 여기자 역 (특별출연)
- 이정애 : 주부 역 (특별출연)